# Stephen Hecquet
Pour les articles homonymes, voir Hecquet.
Stephen Hecquet, né le 27 juillet 1919 à Valenciennes et mort le 5 mai 1960 dans cette ville, est un écrivain et avocat français.

## Biographie
Stephen Marie Lucien Maurice Hecquet est le fils de Stephen Maxime Adrien Hecquet et de Jeanne Marguerite Georgette Widiez. Il a une sœur jumelle, Jeanne Marie Josephe Marguerite Hecquet.
Il s'implique dans les Chantiers de la jeunesse française tant pour oublier la déchéance nationale que pour préparer, selon lui, le terreau d'où naîtront les vraies valeurs du lendemain dans le cadre de la Révolution nationale lancée par le Régime de Vichy. Il sert ensuite comme chef adjoint du cabinet du Préfet de Versailles. Il y reste jusqu'à la fin de l'Occupation où il reprend ses études, avant de s'inscrire au barreau de Paris.
Atteint d'une malformation cardiaque et se sachant condamné depuis l'âge de 24 ans, il vit avec intensité et travaille jour et nuit. Il meurt à 40 ans.

## Œuvres
- 1946 : Daniel, Bateau Ivre
- 1949 : Bons pour la mort ou les trop purs, Nagel, Prix des neuf
- 1950 : Plaidoyer pour l’avocat, sous le pseudonyme de René Boulé, Nagel
- 1951 : Daniel II, Nagel
- 1952 : L'homme accusé, Nagel, essai
- 1953 : La grande chance de M. Ferdinand Marie Madeleine, cardiaque, Nagel
- 1955 : Faut-il réduire les femmes en esclavage ?, La Table Ronde
- 1956 : Anne ou le garçon de verre, Plon
- 1958 : Les guimbardes de Bordeaux, La Table Ronde
- 1960 : Collégiens, La Table Ronde
- 1989 : La tête dans le plat (Recueil d'articles), La Table Ronde